# LA Ink
LA Ink – reality show wyprodukowany w Stanach Zjednoczonych przez telewizję TLC. W Polsce emitowany był na kanałach Discovery Travel and Living i od 14 września 2009 na Discovery Channel. Obecnie emitowany na kanale Discovery Life.
Właścicielem studia jest: Kat Von D. Pracownikami są także Corey Miller, Kim Saigh (sezon 1–2), Hannah Aitchison (sezon 1–2), Dan Smith (od 3 sezonu), Pixie Acia (sezon 1), Aubry Fisher (sezon 3) i Liz Friedman (sezon 3).
W każdym odcinku ukazana jest historia kilku klientów studia High Voltage Tattoo, którzy opowiadają swoją historię tatuażu lub ludzie, którzy proszą ich o pomoc.